# Beon
Beon war der zweite Hyksoskönig (Pharao) der altägyptischen 15. Dynastie, welcher von um 1633 bis um 1619 v. Chr. (Franke: 1615–1602 v. Chr.) regierte. Der bei Manetho erwähnte Name Bnôn ist semitischer Herkunft: Ben-ôn („Sohn von On“).
Nach Manetho hat er 44 Jahre regiert, nach dem Königspapyrus Turin 13 Jahre. Beon ist hieroglyphisch noch nicht identifiziert. Nach Jürgen von Beckerath ist er vielleicht mit Maa-ib-Re Scheschi zu identifizieren, der Ägyptologe William Ward bevorzugt Jaqobher.